# سرهی آنتونوف
سرهی آنتونوف (انگلیسی: Serhiy Antonov؛ زادهٔ ۱۸ اوت ۱۹۶۵) ورزشکار Archery اهل Ukrainian است. وی همچنین از کمانداران بازی‌های المپیک تابستانی ۲۰۰۰ بوده است. 